# 누노카와촌
누노카와촌(布川村)은 니가타현 히가시쿠비키군에 설치되었던 촌이다. 현재의 도카마치시에 해당한다.